# Burmoniscus kohleri
Burmoniscus kohleri är en kräftdjursart som först beskrevs av Helmut Schmalfuss och Franco Ferrara 1978.  Burmoniscus kohleri ingår i släktet Burmoniscus och familjen Philosciidae. Inga underarter finns listade i Catalogue of Life.